# Tungíase
A tungíase é uma doença infecciosa da pele, causada pela fêmea ectoparasita do bicho-de-pé (Tunga penetrans). É mais comum em países subdesenvolvidos, tais como as regiões tropicais da África, oeste da Índia, Caribe e as Américas Central e do Sul, sendo rara na Europa e América do Norte.

## Causas

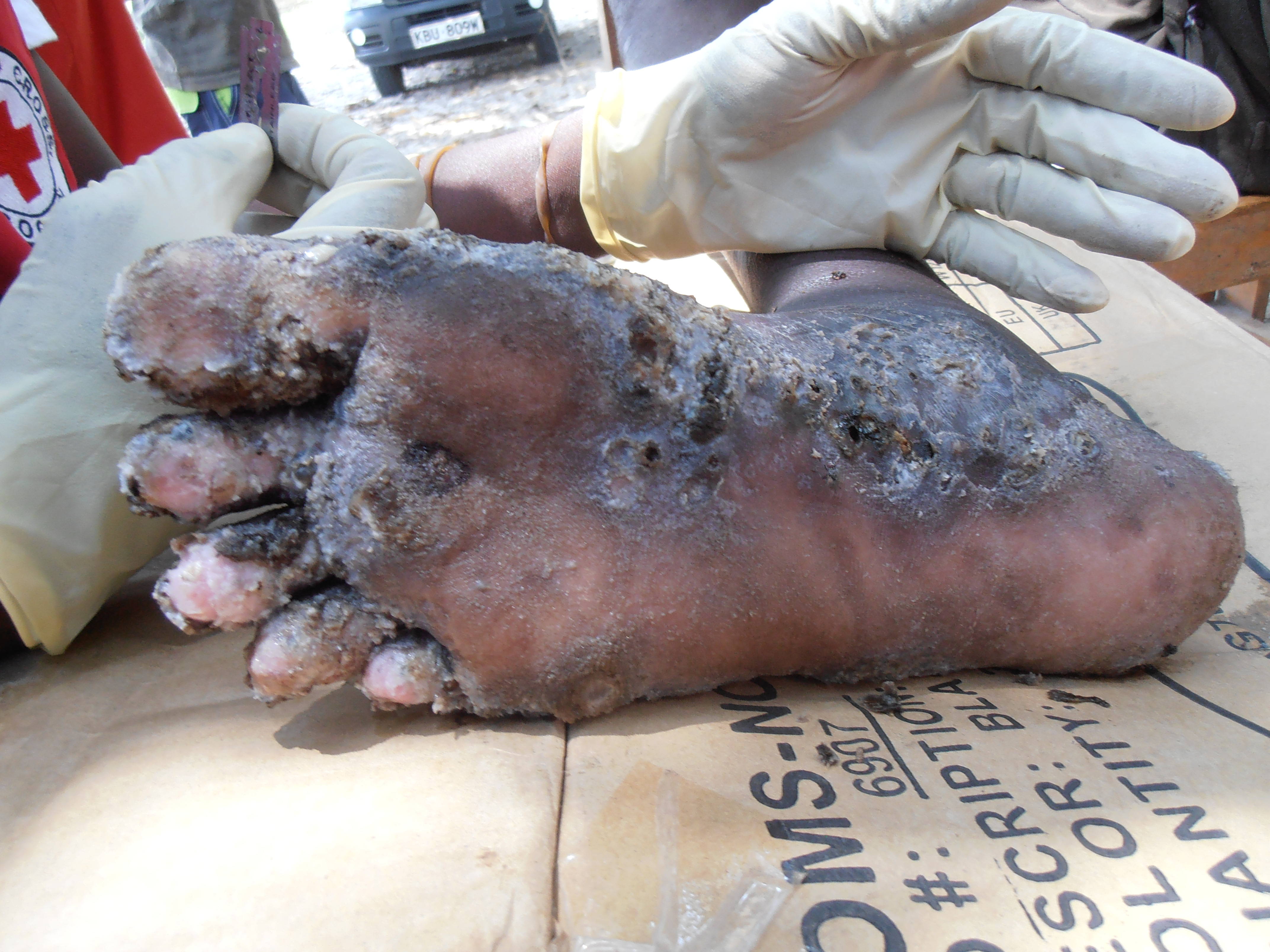
Pé necrosando por estar infestado com parasita de bicho-do-pé.

O bicho-de-pé (Tunga penetrans) é frequentemente encontrado em solos quentes, secos e arenosos, além de chiqueiros e currais. A transmissão se dá pelo contato direto com solo contaminado. A fêmea grávida do parasita penetra na epiderme do hospedeiro e começa a sugar o sangue. Os principais hospedeiros são suínos e o homem. Em seguida, começa a produzir ovos, que se desenvolvem e são posteriormente eliminados no solo.
A tungíase dura entre quatro a seis semanas, porém frequentemente ocorre re-infestação nas áreas endêmicas. Um mesmo indivíduo infectado pode apresentar vários parasitas em diferentes estágios de desenvolvimento.

## Sinais e sintomas
A lesão causada consiste em uma elevação circular e amarelada da pele com um ponto negro central, que é o último segmento abdominal do bicho-de-pé, o qual contém os ovos. As áreas mais afetadas do hospedeiro são os pés, geralmente na planta, ao redor das unhas e nos calcanhares. A irritação no local infectado provoca coceira, dor e secreção purulenta.
Também pode ocorrer infecção secundária, já que os ferimentos servem de porta de entrada para bactérias (como o Clostridium tetani, causador de tétano) e fungos (como o Microsporum, causador do pé-de-atleta). Outras complicações incluem a perda das unhas dos dedos dos pés, deformidades dos dedos e gangrena. 

## Profilaxia e tratamento
A utilização de calçados em locais frequentados por animais é o principal método de se evitar a tungíase. O tratamento da doença consiste na remoção do bicho-de-pé com agulha estéril ou bisturi, seguido de desinfecção. É possível destruí-lo com eletrocautério ou eletrocirurgia após anestesia tópica. Em caso de infecção secundária, pode ser necessário o uso de antibióticos locais. O uso da ivermectina mostrou-se eficiente em alguns pacientes.